# 1960年至1961年香港甲組足球聯賽
1960–61年香港甲組足球聯賽（英語：Hong Kong First Division Football League），是第50屆香港甲組足球聯賽，本屆聯賽共有13隊參賽球隊，冠軍是南華，他們以24場22勝1和1合共取得45分。南華隊第19次贏得港甲冠軍。

## 外部連結
- 香港足球總會官網（页面存档备份，存于）
- 香港甲組足球聯賽 歷屆冠軍（页面存档备份，存于）